# Лафищки пролом
Лафищкият пролом (на гръцки: Φαράγγι Σκεπασμένο) е красив пролом в Егейска Македония, Северна Гърция.

## Описание
Проломът е разположен на река Лафища (Лафорема, Скулярска река) в западните склонове на планината Фламбуро (Пиерия). Дълъг е 8 km и се простира от изток на запад.  Започва при село Катафиги и завършва при излизането на реката от планината североизточно над Велвендо. Входът му е на 1350 m, а долната му точка е на 450 m. Реката се движи през буйна растителност, образувайки серия от впечатляващи водопади. Гръцкото име, което означава Скрит пролом, идва от това, че реката в едно място се скрива в земята. На входа на ждрелото е оформен кът за отдих, а в планината влиза озеленена пътека. В долната част на пътеката се образува водопад от около 40 m, с две междинни стъпала. В пролома има поредица от десет впечатляващи водопада, които създават около двадесет естествени езера, както и руини на стари воденици, докато гъста гора и високи скали допълват очарователната природа на района.
Църквата „Света Неделя“ в пролома е от 1750 година.